# Броненосцы типа «Коннектикут»
Броненосцы типа «Коннектикут» (англ.  Connecticut-class battleships) — последние эскадренные броненосцы 1-го ранга, построенные для американского флота. Шесть кораблей этой серии были заложены в 1903—1905 году и пополнили ВМФ США в 1906—1908 годах. Имели усиленный в сравнении с прежними кораблями вспомогательный калибр. Активно эксплуатировались в колониальных конфликтах США в Карибском Море. Во время Первой Мировой служили в основном на вспомогательных ролях: после войны оставались на активной службе, но в 1922 году, в соответствии с условиями Вашингтонского Договора были выведены из состава флота и разобраны на металл.

## История
В марте 1901 года, когда проектирование броненосцев типа «Вирджиния» только завершилось, секретарь по военно-морским делам, Джон Дэвис Лонг, запросил Отдел Кораблестроения и Бюро Строительства и Ремонта о перспективном дизайне для будущих кораблей. Новый броненосец должен был предвосхищать перспективные тенденции в военном кораблестроении и соответствовать развитию военно-морской теории в ближайшем будущем — особенно тенденции на увеличение значения промежуточной артиллерии.
Обе организации выполнили запрос, подготовив два концептуально различных дизайна. Отдел Кораблестроения спроектировал эскадренный броненосец водоизмещением в 15 810 тонн, на котором стандартные для американского флота 152-миллиметровые скорострельные и 203-миллиметровые «промежуточные» орудия предполагалось заменить единообразной батареей из двадцати четырёх новых 178-миллиметровых 45-калиберных орудий. По мнению инженеров, такие орудия соответствовали максимальному калибру, с которым ещё можно было управляться вручную, и обеспечивали бы больший вес снаряда чем у 152-миллиметровых и большую скорострельность чем у 203-миллиметровых. Помимо тяжелых и промежуточных орудий, корабль также должен был нести двадцать четыре противоминные 75-мм пушки.
Бюро Строительства и Ремонта подготовило более «традиционный» проект. Он представлял собой улучшенную «Вирджинию», на которой число 203-миллиметровых орудий довели до шестнадцати. Двенадцать «промежуточных» орудий стояли в шести башнях (две из них были двухъярусными башнями главного калибра, а остальные четыре располагались побортно) и дополнялись четырьмя 203-миллиметровыми орудиями в казематах: впрочем, от последних отказались, так как броненосец превышал максимально разрешенное водоизмещение. Также корабль должен был нести двенадцать 152-миллиметровых орудий, и всего восемь 76-миллиметровых противоминных пушек — функции борьбы с миноносцами возлагались на 152-миллиметровые орудия. Водоизмещение броненосца составляло 16 610 тонн, что и стало одной из причин отказа от этого проекта. Среди других называли ослабление противоминной артиллерии, считавшееся недопустимым.
В результате, проект Отдела Кораблестроения был одобрен — но дебаты на этом не прекратились. Пересмотрев свои прежние взгляды, инженеры Отдела Кораблестроения в ноябре 1901 настояли на включении в состав вооружения 203-миллиметровых пушек — так как оказалось, что 178-миллиметровые орудия не способны эффективно пробивать тонкую броню. Бронирование же самих кораблей потребовалось перепроектировать, чтобы соответствовать усилению морской артиллерии. Два первых корабля были заложены по финансовой программе 1902 года, ещё три — по программе 1903, и последний, шестой (внеплановый линкор «Нью-Хэмпшир»), был заложен по дополнительной программе в 1905 году.

## Конструкция

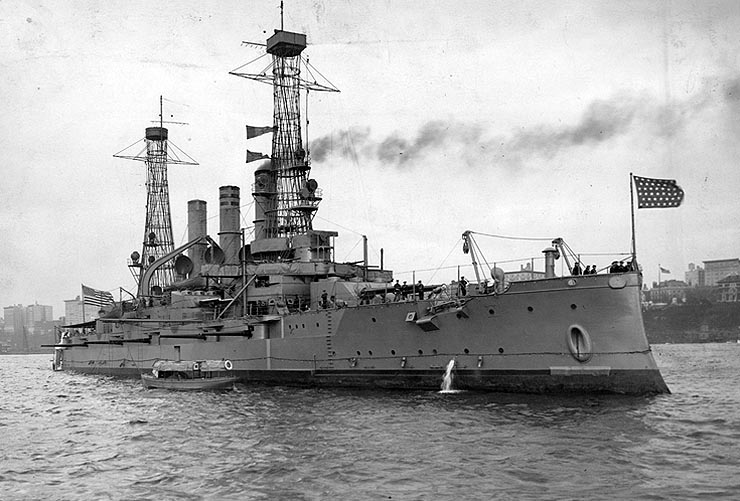

Конструктивно, броненосцы типа «Коннектикут» развивали элементы, сформированные ранее в проекте «Вирджиния» Корабли типа «Коннектикут» внешне напоминали собой улучшенные «Индианы». Они имели гладкопалубный корпус с высокими бортами, высоко расположенные башни главного и вспомогательного калибра. Их полное водоизмещение составляло 16300 тонн при длине 139,09 метров, ширине 23,42 метра и осадке — 7,47 метров. Экипаж их составлял 827 человек.
Так как корабли с самого начала рассматривались как «представительные» единицы, долженствующие демонстрировать мощь американского флота всему миру, на них было много декоративных элементов: плавные закругления крыльев мостика, широкие носовые эмблемы, многочисленные вертикальные колонны в надстройках.

### Вооружение
На этих кораблях впервые в американском флоте были установлены новые 305-миллиметровые орудия с длиной ствола в 45 калибров. Эта артиллерия стала основой тяжелого вооружения всех последних броненосцев США и всех первых поколений американских дредноутов. Пушки имели высокую скорострельность — до 2-3 выстрелов в минуту — и могли послать 394-килограммовый снаряд на 18 290 метров с начальной скоростью 823 м/с. На дистанции в 11 000 м, бронебойный снаряд пробивал 274 миллиметра гарвеированной стальной брони. Боезапас составлял 60 снарядов на ствол при расчетной живучести ствола в 175 выстрелов.

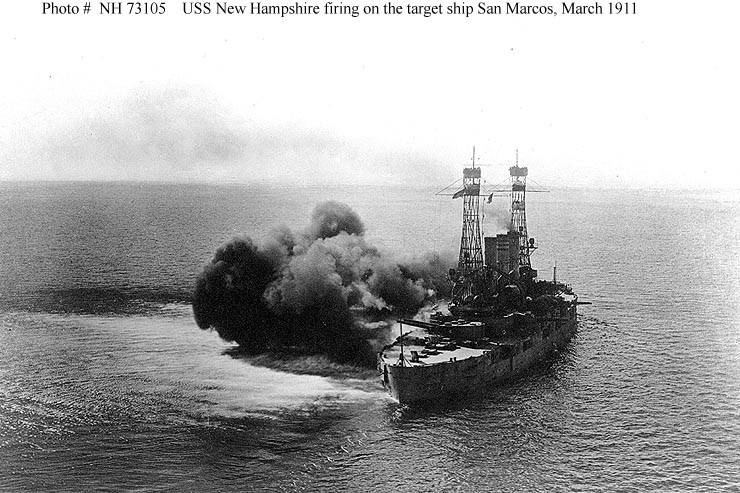

Промежуточная артиллерия состояла из восьми 45-калиберных 203-миллиметровых орудий Mark-6. Число орудий по сравнению с «Вирджинией» не изменилось, но расположение было существенно изменено: теперь все орудия промежуточного калибра располагались в четырёх двухорудийных башнях по углам надстройки. Такое расположение, хотя и было менее эффективным чем на «Вирджинии» в плане секторов обстрела, считалось более надежным в эксплуатации.
Кардинально изменилась скорострельная артиллерия. На смену прежним орудиям пришли новые 178-миллиметровые 45-калиберные орудия. Эти пушки — считавшиеся наибольшим калибром, с которым ещё можно было управляться вручную — имели эффективную скорострельность в 4 выстрела в минуту и стреляли 74,9-килограммовым снарядом на максимальную дистанцию в 15900 м. На расстоянии в 8000 метров снаряд мог пробить 109 миллиметров брони.
Теоретически, замена старых 152-миллиметровых орудий на новые 178-миллиметровые существенно увеличила боевую мощь кораблей — 178-мм пушки обладали гораздо большей бронепробиваемостью и могли эффективно поражать тонкие верхние пояса и оконечности броненосцев противника. В условиях наметившейся в конце 19 века тенденции к увеличению площади, защищенной броней, подобная замена имела смысл. Но на практике, выяснилось что в бою отличить всплески от попаданий 178-миллиметровых и 203-миллиметровых снарядов просто невозможно. Управление огнём на больших дистанциях превратилось в настоящую проблему, так как наблюдатели не могли понять, выстрелы какого именно калибра они отслеживают. К тому же моряки жаловались, что необходимость ворочать вручную тяжелые 74,9-килограммовые снаряды чрезвычайно утомляет расчеты и в бою орудия не смогут из-за этого поддерживать высокую скорострельность.
Противоминное вооружение состояло из двадцати 76-миллиметровых орудий, из которых восемь стояли в надстройке, ещё восемь — на крыше носового и кормового мостика и четыре — в отдельных казематах в носовой и кормовой оконечности «Коннектикута». Броненосцы несли две 1-фунтовые салютные пушки. Торпедное вооружение состояло из четырёх подводных 533-миллиметровых аппаратов.

### Бронирование
Бронирование кораблей развивало схему «Вирджинии». Главный пояс из цементированной крупповской брони тянулся от форштевня до ахтер-штевня, имея постоянную высоту на всей протяженности. На первых двух кораблях толщина в цитадели между башнями главного калибра составляла 11" (279 мм), около башен главного калибра толщина пояса уменьшалась до 9" (229 мм), далее в оконечности толщина пояса постепенно уменьшалась до 7" (178 мм), 5" (127 мм) и наконец в самых оконечностях до 4" (102 мм). На четырёх последних кораблях толщина пояса между башен была уменьшена с 11" до 9".
На верхнюю кромку главного опирался верхний пояс, прикрывавший пространство между башнями до главной палубы. Его толщина составляла 7" (178 мм). Башни орудий главного калибра имели 11" (280 мм) лобовую броню, 9" (229 мм) боковые стенки и 2,5" (63 мм) крыши, барбеты башен прикрывались 10" (254 мм){New Hampshire 280 мм} броней, которая в нижней части уменьшалась до 6" (152 мм). Башни 203-миллиметровых орудий имели 6,5" (165 мм) лобовую броню, 6" (152 мм) боковые стенки и 2" (51 мм) крыши, барбеты башен прикрывались 6" (152 мм) броней выше борта, которая уменьшалась до 4" (102 мм) ниже борта. Казематы 7" пушек имели 7" (178 мм) передние стенки, ниже уровня портов их толщина уменьшалась до 6", на четырёх последних броненосцах толщина ниже орудийных портов оставалась 7". 7" орудия были отделены друг от друга поперечными бронепереборками толщиной 1,5-2,5" (37-63 мм). Легкое бронирование толщиной в 2" (51 мм) имели расположенные на главной палубе 76-миллиметровые орудия.
Горизонтальная защита обеспечивалась различной по конструкции бронепалубой на первых двух и на последних четырёх. Её центральная часть в цитадели проходила на уровне верхней кромки главного пояса, в оконечностях и у бортов опускаясь под воду до нижней кромки главного пояса. Первые два корабля не имели скосов в средней части — палуба была плоской 60# (37 мм). Остальные имели 229 мм пояс в средней части, но скосы усиливали вертикальное бронирование: толщина горизонтальной части палубы составляла 60# (37 мм) в средней части, где она была прикрыта казематами и 3" (76 мм) в оконечностях, толщина скосов — 3" (76 мм).
Боевая рубка имела 9" (229 мм) стенки и 2" (51 мм) крышу.

### Силовая установка
Корабли были оснащены двумя паровыми машинами тройного расширения. Двенадцать водотрубных котлов Бэбкока-Уилкокса обеспечивали давление пара до 250 psi и мощность в 18500 л. с. Скорость составляла 18 узлов: запаса угля хватало на 10654 км экономического 10-узлового хода.

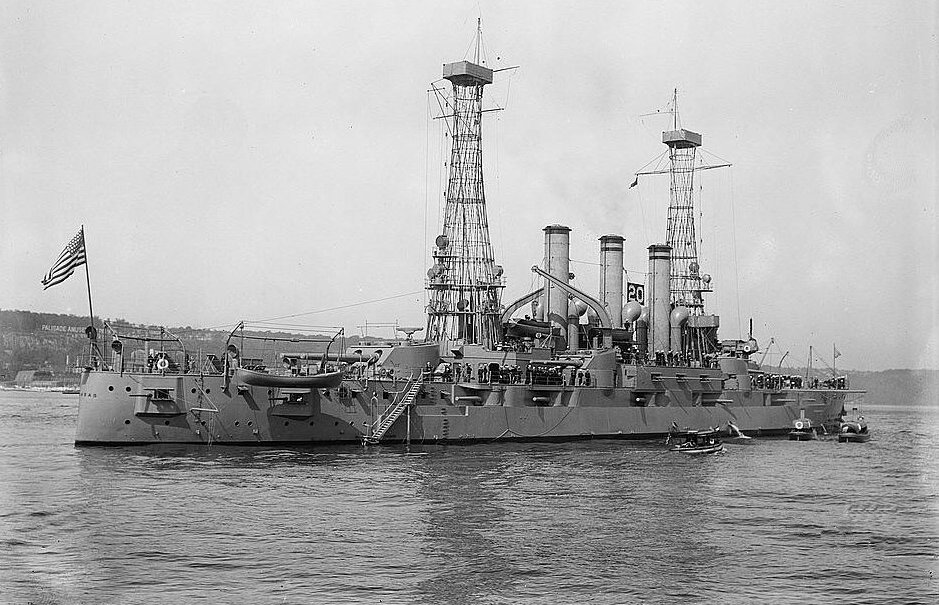

Первые пять кораблей были оснащены восемью электрогенераторами мощностью 100 кВт, в то время как на «Нью-Гэмпшире» было четыре таких генератора и два агрегата мощностью 200 кВт.